# Carybdeidae
Carybdeidae is een familie van neteldieren uit de klasse van de Cubozoa (kubuskwallen).

## Geslacht
- Carybdea Péron & Lesueur, 1810